# Blue (álbum de Joni Mitchell)
Blue -en Español: Azul- es el cuarto álbum de estudio de la cantautora canadiense Joni Mitchell, lanzado el 22 de junio de 1971 por Reprise Records. Escrito y producido íntegramente por Mitchell, fue grabado en 1971 en A&M Studios en Hollywood, California. En la grabación participaron varios artistas cercanos a Mitchell como Stephen Stills, James Taylor, y Russ Kunkel.
Explorando las diversas facetas de las relaciones, desde el enamoramiento en "A Case of You" hasta la inseguridad en "This Flight Tonight", las canciones cuentan con acompañamientos simples en piano, guitarra y dulcimer de los Apalaches. 
El álbum alcanzó el puesto número 3 en la lista de álbumes del Reino Unido, el número 9 en la lista canadiense de álbumes RPM y el número 15 en la Blllboard 200, siendo a la fecha el mayor éxito comercial de la artista, y su trabajo más conocido y críticamente aclamado.
En la actualidad los críticos musicales generalmente consideran a Blue como uno de los mejores álbumes de todos los tiempos; la forma en que la composición de canciones, las composiciones y la voz de Mitchell funcionan juntas son áreas frecuentes de elogio. 
En enero de 2000, The New York Times eligió a Blue como uno de los 25 álbumes que representaron "puntos de inflexión y pináculos en la música popular del siglo XX". En 2020, la revista Rolling Stone ubicó a Blue en el tercer puesto de su lista "los 500 mejores álbumes de todos los tiempos", la entrada más alta de una artista femenina. También fue votado como el número 24 en la tercera edición del libro All Time Top 1000 Albums (2000) de Colin Larkin. En julio de 2017, fue elegido por NPR como el mejor álbum de todos los tiempos hecho por una mujer.

## Antecedentes

### Preliminares
Mitchell publicó su álbum Ladies of the Canyon en 1970, con el exitoso tema ecológico Big Yellow Taxi. El éxito alcanzado, sumado a problemas personales de la artista como la sensación de vacío que le trajo la fama, un sentimiento creciente de claustrofobia, y su problemas amorosos y artísticos con el artista británico Graham Nash, la llevaron a tomarse un descanso, que inicialmente la artista programó por un año, durante 1970.

### Exilio en Creta
Mitchell decidió viajar por Europa, pasando por España, Grecia y Francia. Sin embargo, su lugar de escape fue la Isla de Creta, donde se "autoexilió" en una cueva con una comunidad hippie de la localidad pesquera de Matala. Allí Mitchell le envió un telegrama a Nash, que se encontraba en la casa que ambos compartían, y por medio de un emotivo mensaje, dio por terminada su relación con el músico británico.
En su exilio, Mitchell conoció al chef estadounidense Cary Raditz, a quien le compuso el tema Carey para su cumpleaños, y con quien inició una relación. Adicionalmente Mitchell reavivó su capacidad artística, gracias al descubrimiento del dulcémele de los Apalaches, instrumento que pese a que era estadounidense, ella encontró en Mátala.

### Regreso a la música
Pese a esto, la cantante decidió regresar a París, donde compuso el tema California, y luego volvió a América, donde se ubicó en su país natal, Canadá, y se presentó con su amigo James Taylor en el Butterfly Folk Festival de Toronto, en julio de 1970. 
De ahí en más, el éxito empezó a crecer y Mitchell actuó en varios festivales y programas a lo largo de 1970. Estuvo en los estudios Two-Lane Blacktop, donde compartió con Taylor y juntos compusieron varios temas. En octubre la dupla se presentó en el Paris Theatre de Londres, grabando la serie In Concert de la BBC Radio One. En noviembre de 1970, Mitchell se presentó en el Royal Festival Hall, interpretando nuevas canciones que fueron alabadas en su momento por la prensa británica especializada. La revista Melody Maker, adicionalmente, la nombró como la Mejor Artista Femenina de 1970, por votación de los lectores a finales del año.
En 1971, Mitchell y Taylor viajaron a Estados Unidos, donde fueron invitados por la compositora estadounidense Carole King para participar en la grabación de su álbum Tapestry, en el tema Will You Love Me Tomorrow, en el que ambos artistas hicieron los coros. Sin embargo, Mitchell y Talyor se distanciaron por problemas creativos, y ambos se dedicaron a sus respectivos álbumes en solitario.

## Lista de canciones
Todas las canciones escritas y compuestas por Joni Mitchell. 
| Lado A |                |          |  |
| N.º    | Título         | Duración |  |
| 1.     | «All I Want»   | 3:32     |  |
| 2.     | «My Old Man»   | 3:33     |  |
| 3.     | «Little Green» | 3:25     |  |
| 4.     | «Carey»        | 3:00     |  |
| 5.     | «Blue»         | 3:00     |  |
| 16:30  |                |          |  |

| Lado B |                               |          |  |
| N.º    | Título                        | Duración |  |
| 1.     | «California»                  | 3:48     |  |
| 2.     | «This Flight Tonight»         | 2:50     |  |
| 3.     | «River»                       | 4:00     |  |
| 4.     | «A Case of You»               | 4:20     |  |
| 5.     | «The Last Time I Saw Richard» | 4:13     |  |
| 19:11  |                               |          |  |